# 중앙중학교 (경기)
중앙중학교(中央中學校)는 대한민국 경기도 안산시 단원구 고잔동에 있는 공립 중학교이다.

## 학교 연혁
- 1986년 12월 7일 : 중앙중학교 설립인가(7학급 편성)
- 1987년 3월 1일 : 제1대 김병두 교장 취임
- 1987년 3월 4일 : 제1회 입학식(385명)
- 1987년 10월 22일 : 개교식 및 야구부 창단
- 1990년 2월 14일 : 제1회 졸업식
- 2023년 1월 4일 : 제34회 졸업(334명) 졸업생 총인원(21,490명)
- 2023년 3월 1일 : 제11대 김성환 교장 부임
- 2023년 3월 2일 : 신입생 267명 입학

## 참고 자료
- 중앙중학교 - 한국교육학술정보원 학교알리미